# Тюльпаномания
Тюльпанома́ния (нидерл. tulpenmanie, также tulpomanie, tulpenwoede, tulpengekte, bollengekte, bollenrazernij) — кратковременный всплеск ажиотажного спроса на луковицы тюльпанов в Нидерландах в 1636—1637 годы. Цены на тюльпаны редких пестролепестных сортов достигли тысячи гульденов за луковицу ещё в 1620-е годы, но вплоть до середины 1630-х годов такие луковицы перепродавались в узком кругу цветоводов и состоятельных знатоков. Летом 1636 года в доходную фьючерсную торговлю тюльпанами включились непрофессиональные спекулянты. За полгода ажиотажных торгов цены на луковицы редких сортов многократно выросли, а в ноябре 1636 года начался спекулятивный рост цен и на простые, доступные сорта. В феврале 1637 года перегретый рынок рухнул, начались многолетние тяжбы между продавцами и покупателями ничем не обеспеченных тюльпановых контрактов. В кругу участников тюльпаномании возник кризис доверия, в обществе надолго установилась атмосфера неприятия азартных биржевых игр. Современники-моралисты единодушно осудили тюльпаноманию как крайнее проявление ничем не сдерживаемого стяжательства.
Уже в 1650-е годы предание о разгуле тюльпановых спекуляций превратилось в миф, имеющий мало общего с историей. В традиционной версии событий Иоганна Бекмана (1790-е годы), основанной на полемических «Беседах Вармондта и Гаргудта» (1637), тюльпаномания — первый в истории Нового времени биржевой пузырь. В популярном изложении Чарльза Маккея («Наиболее распространённые заблуждения и безумства толпы», 1841), некритически воспринятом экономистами XX века, тюльпаномания — полномасштабный экономический кризис, который надолго подорвал экономику Нидерландов. Историки и экономисты начала XXI века опровергли это мнение: крах тюльпаномании не замедлил экономического роста Нидерландов, страна «кризиса» не заметила, тюльпановый промысел продолжил развитие и со временем стал важной отраслью национальной экономики. В науке сосуществуют различные объяснения произошедшего; восстановить действительные причины, размах и последствия тюльпаномании непротиворечивым образом невозможно из-за скудности и неполноты подлинных исторических свидетельств. Исследователи сходятся лишь в том, что зимой 1636—1637 годов в Голландии произошло нечто чрезвычайное, не имевшее до того аналогов в истории.

## Первые тюльпаны Голландии

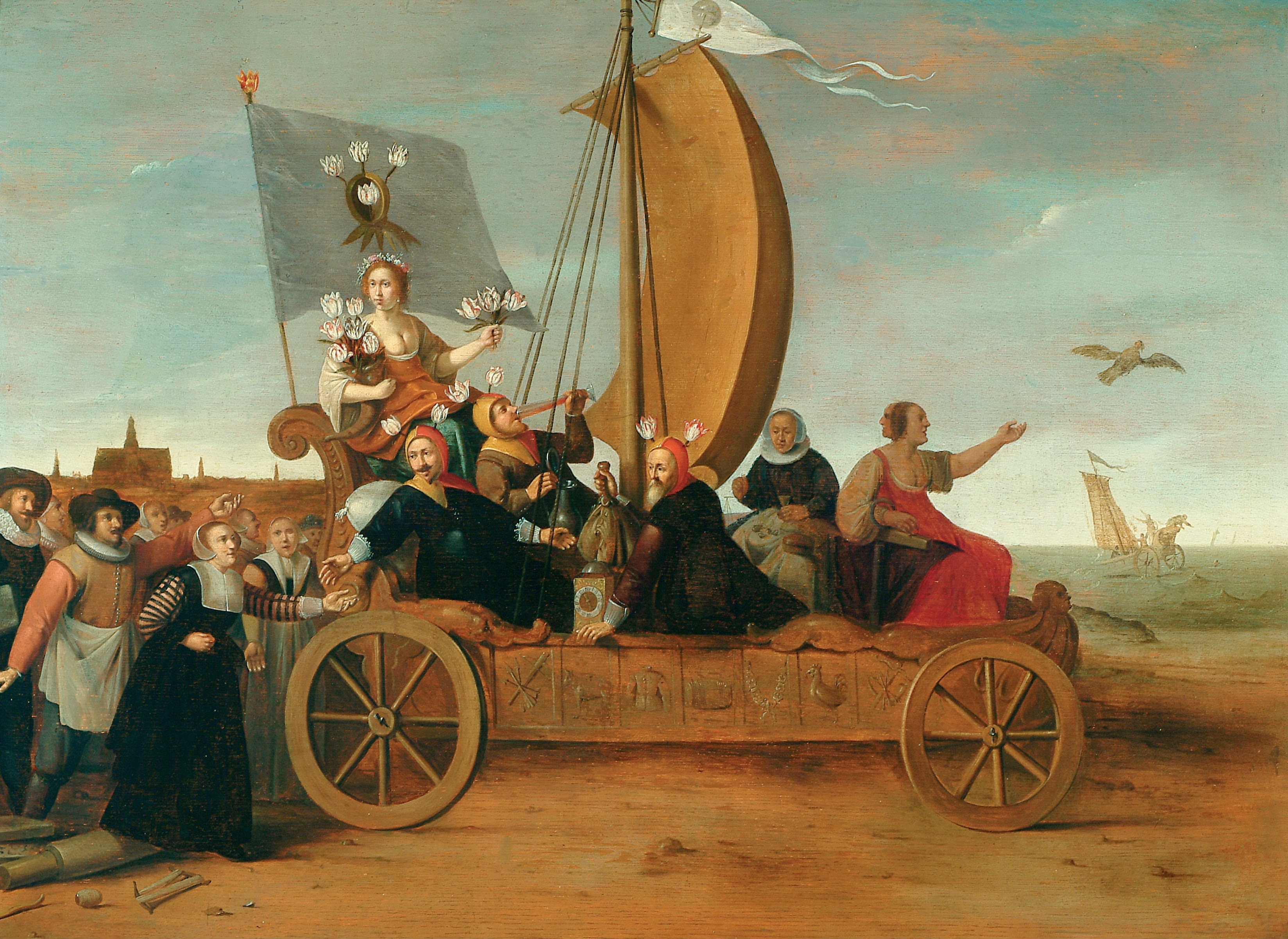
«Колесница Флоры». Аллегорическая картина Гендрика Пота, около 1640 года — популярный лубочный сюжет, высмеивающий простаков-спекулянтов. Повозка с богиней цветов и её праздными спутниками в шутовских колпаках с тюльпанами вместо ушей катится под уклон в пучины моря. За ней бредут ремесленники, забросившие орудия своего труда в погоне за лёгкими деньгами

В середине XVI века тюльпан, культивировавшийся до того в Иране и в Османской империи, проник в Западную Европу. Весной 1559 года в Аугсбурге зацвёл первый достоверно известный в западноевропейской истории тюльпан; в 1562 году купцы впервые привезли луковицы тюльпана в Антверпен. Благодаря трудам и авторитету Карла Клузиуса с новинкой познакомились европейские монархи; тюльпан надолго стал любимым цветком французской и германской аристократии. К концу века его выращивали во всей Центральной и Северной Европе — от Флоренции и Болоньи на юге до Англии и южных областей Швеции на севере. Наилучшие условия для этой культуры сложились в бассейне Рейна: на востоке Франции, на северо-западе Германии и в Нидерландах; особенно хорошо подошли тюльпанам лёгкие приморские почвы Южной Голландии — чересполосица песчаных дюн и торфяников между Лейденом и Харлемом. В этом «плавильном котле» в ходе вековой гибридизации примерно четырнадцати природных видов и неизвестного множества турецких сортов сложился новый, рукотворный вид тюльпана — тюльпан Геснера, или просто садовый тюльпан.
В конце XVI века центр тюльпанового промысла базировался на северо-востоке Франции; луковицы из французских садов охотно покупали состоятельные клиенты из Англии, Нидерландов и германских княжеств. Именно во Франции состоялся первый в европейской истории ажиотажный рост цен на тюльпаны, о котором сохранились лишь анекдотические свидетельства: в 1608 году мельник обменял свою мельницу на единственную луковицу; женихи считали такие луковицы завидным приданым и так далее. Голландцы же всерьёз заинтересовались тюльпанами лишь в начале XVII века — раньше итальянцев, но намного позже немцев и французов. Вероятно, причиной тому была Нидерландская революция, в ходе которой была обескровлена национальная аристократия. Золотой век Голландии уже наступил, но голландское купечество ещё было занято первоначальным накоплением капитала. Страна богатела, однако действительно богатых людей, способных и готовых оплачивать дорогое увлечение, было совсем немного. Сообщества голландских цветоводов-любителей (нидерл. liefhebbers) и спекулянтов луковицами (нидерл. bloemisten) ещё не сложились; на их месте действовали разрозненные, разделённые классовыми барьерами и не доверявшие друг другу группы людей. Высший круг образовывали немногочисленные богатые знатоки во главе с переехавшим в Лейден Клузиусом. Намного ниже по социальной лестнице стояли садовники и аптекари; Клузиус и люди его круга презирали первых за невежество, а последних за шарлатанство и незаконную торговлю спиртным. Ещё ниже стояли странствующие хищники-ризото́ми, прочёсывавшие в поиске редких луковиц сады Франции. Сады самого Клузиуса в Вене, Франкфурте и Лейдене неоднократно грабили; впрочем, в старости и он не стеснялся пользоваться «услугами» ризотоми.
| |
| Харлем в 1656 году (север — слева). Справа (к югу) от городской стены — сосредоточение мелких тюльпановых ферм и начало шоссе Вагенвег |

К началу XVII века «невежественные» голландские садовники освоили агротехнику тюльпанов; во втором десятилетии XVII века выращивание тюльпанов и торговля их луковицами превратились в полноценный доходный промысел. Старейшие тюльпановые фермы расположились вдоль шоссе Вагенвег близ Харлема, вслед за Харлемом тюльпаны начали выращивать в Алкмаре, Делфте, Гауде, Роттердаме, Утрехте и Хорне. В 1610 году голландцы начали экспорт редких луковиц в южные Нидерланды, германские княжества и Францию, где в 1610—1615 годах бытовала мода на украшение дамских декольте живыми тюльпанами. Самый успешный из цветоводов того времени, друг Клузиуса Эммануэль Свеерт, держал выгодную торговлю на франкфуртской ярмарке; его покровитель Рудольф II не только закупал луковицы, но и профинансировал роскошное издание «Флорилегиума» Свеерта. Германские аристократы платили щедро, но нестабильно — из-за регулярно вспыхивавших войн и восстаний. По той же причине в Нидерланды ежегодно переселялись тысячи беженцев всех классов, и среди них — состоятельные ценители тюльпанов из перешедшей под власть католиков Фландрии. С ними в страну попали драгоценные луковицы фландрской и французской селекции, служившие иммигрантам надёжными «дорожными чеками». Количество и разнообразие культивируемых растений возросло; в течение 1620-х годов тюльпан превратился из редкости, бывшей по карману лишь узкому кругу, в дорогой, но всё же доступный голландцу среднего достатка, ходовой товар. Ранее цветоводы-любители обменивались луковицами, в 1620-е годы они начали их покупать. C завершением экономической депрессии 1620-х годов и началом «золотого двадцатилетия» (1620-е и 1630-е годы) в стране возник устойчивый внутренний рынок тюльпанов.
Тюльпаны простых, распространённых сортов были относительно недороги: две сотни луковиц, отправленные в подарок турецкому султану в 1612 году, оценивались всего в 57 гульденов. Наибольшую же прибыль приносили новейшие, ещё не успевшие размножиться сорта, поэтому садовники занялись гибридизацией и селекцией тюльпанов, а торговцы — продвижением новинок состоятельным клиентам. Древнейшие из сохранившихся до нашего времени сортов голландской селекции, 'Duc van Thol' и 'Lac van Rijn', появились в 1595 и в 1620 году и быстро распространились по Европе (за рубежом их имена неизбежно исказились: 'Lac van Rijn' во Франции назвали 'Lacq Verein', а 'Otto de Man' в Италии превратился в 'Otto d’Amante'). Тюльпаны начала XVII века — простые двуцветные с жёлтым («дюки», нидерл. Duc) или белым («лаки», нидерл. Lac) цветом донца цветка и каймы лепестков — вскоре вышли из моды. Место ранних, низкорослых сортов с тонким ароматом, восходивших к тюльпану Шренка, заняли крупные, не встречающиеся в дикой природе, лишённые запаха гибриды. Знатоки сожалели об утраченном аромате, а иезуит Этьен Бине рассуждал о том, что если бы природа наградила тюльпаны не только красотой, но и ароматом, то люди окончательно потеряли бы рассудок.

## Открытие пестролепестных сортов
В 1580 году Клузиус впервые наблюдал явление вирусной пестролепестности тюльпанов. Каждый год одна или две луковицы из сотни «перерождались»: цвета их лепестков, до того обычные двуцветные (с белым или жёлтым донцем и тёмно-красными или пурпурными лепестками) смешивались в причудливом рисунке. Одни такие растения оказывались нежизнеспособными, другие принимали уродливые формы, но самые крепкие порождали цветки невиданной по понятиям того времени красоты. При размножении таких тюльпанов семенами потомство вырастало обычным, двуцветным; пестролепестность воспроизводилась только при вегетативном размножении. Луковица здорового садового тюльпана ежегодно закладывает три-четыре дочерние луковицы; в хороших условиях популяция тюльпанов каждый год утраивается. Ослабленные вирусами пестролепестные тюльпаны размножались намного медленнее, и потому долго оставались желанной и недоступной для большинства редкостью.
Цветоводы, пытаясь разгадать причины пестролепестности, поставили массу опытов; некоторые даже пытались прививать вместе луковицы красных и белых тюльпанов, рассчитывая получить красно-белые «химеры». В 1928 году Дороти Кейли именно таким способом доказала, что пестролепестность передаётся с соком больных растений, но опыты XVII века закончились неудачей. Механизм передачи пестролепестности остался тайной; было ясно лишь то, что её проявление можно ускорить, высаживая пёстрые тюльпаны рядом с простыми. Главным же способом создания новых пестролепестных форм была закладка всё бо́льших и бо́льших полей простых тюльпанов-бридеров в расчёте на случайное «перерождение» и немалый доход. Цветоводство превратилось в азартную игру, начать которую мог каждый, имевший клочок земли и несколько обычных, недорогих луковиц. К 1633 году в Нидерландах вывели около полутысячи форм тюльпанов. Номенклатура пестролепестных сортов развивалась быстро и беспорядочно; с лёгкой руки кеннемерландского старосты самые изысканные пёстрые тюльпаны стали именовать «адмиралами», с присовокуплением фамилии селекционера или продавца («Адмирал Лифкенс», «Адмирал ван Энкхёйзен» и т. п., всего около пятидесяти форм) и «генералами». Когда эти имена приелись публике, их сменили «генералиссимусы», «генералы генералов» и «адмиралы адмиралов». Автор «Бесед Вармондта и Гаргудта» писал: «Если у тебя уродился пёстрый тюльпан, покажи его знатоку, и о твоём тюльпане заговорят. Всякий захочет увидеть его. Всякий выскажет что-то своё: один сравнит его с одним сортом, другой с другим. Если он окажется похож на „Адмирала“ — назови его „Генералом“, или любым именем, которое сочтёшь удачным, да поставь друзьям бутылку вина, чтобы они не забывали поговорить о твоём цветке…».

Самым же известным пестролепестным сортом, олицетворением тюльпаномании, стал красно-белый 'Semper Augustus' («Август навсегда»). Несмотря на множество живописных изображений и исторических анекдотов, восходящих к книге Бекмана, история этого сорта известна лишь фрагментарно. Согласно хронике Николаса ван Вассенаэра, первый 'Semper Augustus' был выведен во Франции; в 1614 году владелец продал его за бесценок в Голландию. Десять лет спустя в Голландии было уже около дюжины луковиц 'Semper Augustus'; все они принадлежали некоему неназываемому по имени знатоку-любителю (возможно, им был великий пенсионарий Адриан Паув). В 1623 году ему предлагали двадцать тысяч гульденов за десяток луковиц, в 1624 году — три тысячи гульденов за одну; всякий раз владелец отказывался. Существуют свидетельства того, что в 1625 году за луковицу 'Semper Augustus' просили 1200 гульденов, но нет никакой уверенности, что такие деньги действительно могли быть уплачены. В единственной достоверно известной сделке одна взрослая луковица с двумя дочерними была продана за тысячу гульденов. Поиски 'Semper Augustus' на его предполагаемой родине закончились безуспешно, ни один из сортов-парагонов голландской селекции не сумел потеснить оригинал.

## Игроки
| |
| Тюльпан сорта 'Switser' («швейцарец», названный так по сходству с цветами одежд швейцарской гвардии). Страница из вручную иллюстрированного альбома 1630-х годов |

Тысяча гульденов, которую якобы предлагали в 1620-е годы за одну луковицу, составляла 10,28 кг серебра или 856 г золота. Доход квалифицированного ремесленника тогда не превышал трёхсот гульденов в год; Якобу ван Сваненбургу, первому учителю Рембрандта, чтобы заработать один гульден, нужно было нарисовать три живописных изображения тюльпанов. Купец средней руки зарабатывал в год от одной до трёх тысяч гульденов, и лишь единицы самых успешных предпринимателей имели доход свыше десяти тысяч гульденов. «Не смехотворно ли платить золотом за бесполезные корневища?» — спрашивал полтора века спустя Иоганн Бекман. В XXI веке тюльпан — обыденное растение и одновременно один из символов Нидерландов, но голландцы XVI—XVII веков относились к тюльпану иначе. Прихотливый и изменчивый цветок с далёкого Востока был символом новизны, непредсказуемости, он вызывал восхищение и желание обладать им. Подобное отношение зафиксировано и во французских, и в английских источниках, но лишь в Голландии редкие тюльпаны заняли в общественном сознании место высшей ценности, наравне с золотом и драгоценными камнями. При этом тюльпан, в отличие от камня, можно было размножить; он был не только сокровищем, но и доходным вложением капитала.
Для просвещённого европейца редкий тюльпан был сродни произведению искусства; он занимал уникальную нишу, будучи одновременно и даром природы (лат. naturalia), и делом рук человека (artificialia). Круг ценителей тюльпанов и круг покровителей искусства во многом пересекались; одни и те же заказчики приобретали у одних и тех же посредников картины великих мастеров, античные статуи и редкие луковицы. Из 21 участника первого тюльпанового аукциона, о котором сохранились подробные записи (1625 год), только пятеро занимались тюльпанами профессионально, зато 14 покупателей были известны как собиратели картин. По мнению искусствоведа Джона Монтиаса, это объясняется как местом тюльпана в культуре XVII века, так и высокой степенью риска, общей для рынков тюльпанов и картин. В живописи возник особый жанр «портрета тюльпана», обычного выполнявшегося водными красками на велени. Из таких «портретов» составляли альбомы и каталоги (нидерл. tulpenboek). Сваненбург, Юдит Лейстер, Якоб Маррель и десятки безвестных художников писали эти альбомы не столько для торговцев тюльпанами, сколько для энтузиастов-любителей: живопись обходилась им намного дешевле настоящих луковиц.
Круг людей, способных оплачивать дорогое увлечение, к 1630-м годам заметно расширился, но массовым оно не было. Со времён «Бесед Гаргудта и Вармондта» в литературе бытует ошибочное мнение о том, что в тюльпаномании участвовали толпы простолюдинов, «забросивших орудия своего труда» ради быстрой наживы. Сам Гаргудт — бывший ткач, якобы разбогатевший на удачных спекуляциях. Маккей, повторяя Бекмана, писал: «тюльпанами занимались дворяне, горожане, фермеры, мастеровые, мореплаватели, ливрейные лакеи, служанки и даже трубочисты и старьёвщики». Исследования голландских архивов это мнение не подтверждают: в Харлеме, тюльпановой столице Европы, в тюльпаномании участвовало 285 поимённо известных людей; в Амстердаме всего 60, в Энкхёйзене 25. Все они были люди состоятельные, искушённые в торговых делах. В их числе не было ни дворян, ни лакеев, ни легендарных трубочистов: «булочники» и «серебряных дел мастера» этого списка — владельцы преуспевающих предприятий. Не было среди них и представителей правящей олигархии: цветоводы-любители из числа олигархов, вроде Адриана Паува, предпочитали держаться в тени и в спекуляциях не участвовали. Цветоводы из среднего класса, напротив, активно пропагандировали своё увлечение и охотно скупали и продавали луковицы. Один из них, увековеченный Рембрандтом хирург, даже принял фамилию Тульп (нидерл. Tulp, тюльпан) и украсил дом «тюльпановым» гербом собственного рисунка.
Список активных тюльпаноманов (нидерл. bloemisten) при детальном рассмотрении распадается на несколько взаимно переплетённых сетей или гнёзд. Страсть к тюльпанам обычно объединяла не просто людей одного круга, но хорошо знакомых друг другу людей — близких и дальних родственников, жителей одной улицы, прихожан одной и той же церкви. Современные авторы популярной литературы, задавая читателю риторический вопрос: «почему строгое кальвинистское общество поощряло это безрассудство?», не учитывают, что среди поимённо известных тюльпаноманов было непропорционально много меннонитов, живших в оппозиции главенствующему кальвинизму; известнейший амстердамский тюльпановый аукцион 1620-х годов проходил в таверне «Меннонитская женитьба» (De Menniste Bruyloft). Общество в целом дробилось на тесно спаянные роды, цеха, религиозные общины, а следствием такого устройства был необычайно высокий уровень доверия внутри сетей, или кружков тюльпаноманов. Товарищеская, доверительная атмосфера таких кружков порождала в их членах ложную уверенность в собственных знаниях и умениях и одновременно подчиняла их волю слухам и чужим мнениям. Голландец мог не доверять конкурентам из другого города, но мнение соседей и собутыльников было для него высшим авторитетом.
С точки зрения историков, те, кто задаёт другой риторический вопрос — «как вышло, что рациональные и бережливые голландцы неожиданно помешались на тюльпановых спекуляциях?» — вольно или невольно приписывают людям XVII века стереотипы поведения викторианской эпохи. Голландцы 1630-х годов, полвека воевавшие с Испанией за независимость и религиозную свободу, мало походили на буржуазию XIX века. Действительно, голландцам всех классов была свойственна страсть к сбережению и накоплению богатства: даже бедные ремесленники ежегодно откладывали несколько десятков гульденов. Богатые вкладчики Амстердамского банка за пять лет, 1633—1638, увеличили объём депозитов в золоте и серебре на 60 %. Однако бережливость парадоксальным образом сочеталась с всеобщей страстью голландцев к азартным играм и с готовностью рисковать вообще. Голландское общество было молодо не только исторически, но и физически: в его демографической структуре преобладала молодёжь — дети и внуки основателей государства и многочисленных иммигрантов. Тысячи голландцев ежегодно отправлялись за море, богатейшие купцы финансировали колониальные походы и рискованные проекты осушения польдеров, в течение всей Тридцатилетней войны полуторамиллионная нация содержала стотысячную армию. К моменту вспышки тюльпаномании страна переживала двадцатилетие беспрецедентного экономического подъёма, но жизнь каждого из голландцев, как и в средние века, была под угрозой. В 1623—1625 годах Нидерланды пережили эпидемию чумы; в 1635 году чума вернулась вместе с германскими войсками. В этот год в Лейдене умерли 14 502 человека — треть населения, а в Харлеме смертность от чумы достигла пика осенью 1636 года. Совпадение эпидемии и тюльпаномании во времени не случайно: война и чума, ощущение близкой смерти приучили голландцев к риску и сняли последние моральные запреты, удерживавшие их от безрассудных спекуляций.

## Торговля воздухом
|                                                               |
| Торговец и тюльпаноман. Картина-карикатура середины XVII века |

Первые признаки тюльпаномании проявились в 1633 году в Западной Фрисландии, вдали от тюльпановых ферм Харлема и больших денег Амстердама. Летом 1633 года, писал хронист Теодор Велиус, цены на тюльпаны выросли настолько, что один из жителей города Хорн обменял свой каменный дом на три луковицы; вслед за тем местный фермер обменял на луковицы своё хозяйство. Стоимость недвижимости в каждой сделке составляла не менее пятисот гульденов. Ранее голландцы покупали луковицы за деньги, в 1633 году деньгами стали сами луковицы. Возможно, писал экономист Эрл Томпсон, рынок был разогрет внешним спросом: с гибелью в апреле 1632 года Иоганна Тилли в германских землях наступило временное затишье, и германские аристократы начали вновь закупать у голландцев предметы роскоши. Возможно, по мнению историка Саймона Шамы, ажиотаж разогрели садовники-селекционеры, выпустившие в 1634 году особенно много новинок. Цены на прежних фаворитов рынка снизились, а с ними снизился и порог вхождения в рынок для новых участников. Количество участников торгов быстро росло, и в течение двух лет в тюльпановом бизнесе произошли качественные изменения.
Важнейшим нововведением 1634—1635 годов был переход от сделок купли-продажи наличного товара к фьючерсной торговле. В условиях Нидерландов тюльпаны цветут в апреле-мае; в начале лета отцветшая луковица закладывает луковицы нового поколения и умирает. Молодые луковицы выкапывают в середине лета и сажают на новое место поздней осенью. Покупатель может приобрести молодые луковицы с июля по октябрь; выкапывать и пересаживать уже укоренившиеся луковицы нельзя. Чтобы обойти наложенные природой ограничения, осенью 1634 года голландские садовники начали торговать луковицами в земле — с обязательством передать выкопанные луковицы покупателю в следующее лето. В следующий сезон, осенью 1635 года, голландцы перешли от сделок с луковицами к сделкам с контрактами на луковицы. Спекулянты перепродавали друг другу расписки на поставку одних и тех же луковиц; по выражению современника, «торговцы продавали луковицы, которые им не принадлежали, покупателям, у которых не было ни денег, ни желания выращивать тюльпаны». В условиях постоянного роста цен каждая сделка приносила продавцу расписки немалую бумажную прибыль. Реализовать эти прибыли можно было следующим летом при условии, что луковица, предмет перепродаваемого контракта, выживет и не переродится и что все участники цепи сделок выполнят свои обязательства. Отказ хотя бы одного участника от сделки обрушивал всю цепочку. Обеспечением сделок обычно служило нотариальное заверение и поручительство уважаемых граждан (нидерл. borgen); часто продавцы брали с покупателей задаток — иногда деньгами, иногда натурой. Главной же защитой от невыполнения сделки служила деловая этика «семей», обстановка нетерпимости к мошенничеству.
Голландцы назвали такие спекуляции морским термином windhandel, «торговлей воздухом». Фьючерсы как таковые были голландцам хорошо знакомы: фьючерсные закупки рыбы и зерна известны с середины XVI века. В начале XVII века фьючерсы на продукты сельского хозяйства и колониальные товары прочно вошли в практику Амстердамской биржи, но всегда оставались уделом немногих крупнейших игроков. В 1609—1610 годах авантюрист Исаак ле Мэр предпринял попытку обрушить фьючерсными сделками курс акций Ост-Индской компании. После провала аферы ле Мэра государство объявило не обеспеченные наличными акциями сделки вне закона, а затем неоднократно продлевало запрет особыми указами. Неизвестно, распространялся ли этот запрет на торговлю живыми растениями, но вплоть до весны 1637 года государство в неё не вмешивалось.
В декабре 1634 года анналы зафиксировали другое нововведение — переход от торговли целыми луковицами к торговле асами (нидерл. aas, мн. ч. azen; 1 ас = около 0,05 г) — условными единицами веса луковиц. Поначалу цветоводы использовали ценообразование в асах, чтобы получать прибыль от годового прироста луковицы (известен случай, когда ценная луковица за сезон увеличилась пятикратно, с 81 до 416 асов). К осени 1635 года практически все сделки были привязаны к весу луковицы в асах, а затем условная единица начала самостоятельную жизнь. Появились сделки «на тысячу асов» мелкой детки, сделки с долями луковицы, выраженными в асах и тому подобные производные инструменты. Иногда тюльпановые контракты были, по существу, страховыми сделками, иногда прикрытием обычных пари (например, в сентябре 1635 года два профессиональных цветовода заключили сделку на продажу луковицы ценой в 850 гульденов с отсрочкой платежа на шесть месяцев, при условии, что за это время голландское войско сумеет отбить у испанцев крепость Шенкеншанц).
Летом 1636 года старую систему торговли через цветоводов и респектабельных любителей дополнили «народные» торги, привлёкшие к спекуляциям новых участников (их число, как следует из «Бесед», также было невелико). В Харлеме, Лейдене и примерно десятке других городов были устроены «коллегии» (нидерл. collegien) — клубы местных тюльпаноманов; их стихийно сложившаяся организация пародировала устройство Амстердамской биржи. Вероятно, первые коллегии действовали под крышей приходских церквей; затем тюльпаноманы прочно обосновались в трактирах и тавернах, а в пригородах Харлема и в борделях. Богатые любители в коллегиях появлялись редко; основу публики составляли местные бедняки, стремившиеся приобщиться к якобы доходной игре в компании опытных спекулянтов. Редкие, дорогие луковицы были им не по карману — в коллегиях торговали в основном заурядными, недорогими сортами (нидерл. vodderij, буквально мусор). Именно вокруг них в зиму 1636—1637 годов развернулся ничем не обоснованный ажиотаж, который по мнению Питера Гарбера, Майкла Дэша и других авторов и был настоящей «манией».
Торги требовали места, поэтому коллегии базировались лишь в крупнейших, многолюдных заведениях вроде амстердамской «Меннонитской женитьбы» или харлемской «Золотой виноградины» (нидерл. De Gulde Druyf). Коллегии собирались два-три раза в неделю; в начале тюльпаномании каждая «торговая сессия» занимала час-другой, а зимой 1636—1637 годов коллегии заседали почти круглосуточно. Все действия в коллегиях сопровождались обильными возлияниями, маккеевское «безумство толпы» было следствием постоянного опьянения тюльпаноманов. Процедура торгов пародировала аукционы Амстердамской биржи. Покупатели «удостоверяли» подписанные контракты уплатой продавцам символических «денег на вино» (нидерл. wijnkoopsgeld, не более трёх гульденов); продавцы, чтобы привлечь покупателей заведомо кабальных контрактов, могли уплачивать покупателям «премию» — своего рода откат c многократно завышенной цены. Нередко покупатели заключали сделки именно ради этой «премии», не задумываясь о последствиях. Никто в коллегиях не интересовался ни платёжеспособностью покупателей, ни способностью продавцов поставить товар: здесь велась открытая, ничем не обеспеченная и никем не регулируемая «торговля воздухом».

## Ажиотаж
| |
| Динамика индекса фьючерсных (зелёным) и опционных (красным) цен на луковицы в 1635—1637 годы по Томпсону |

Все исследователи тюльпаномании отмечают скудность сохранившихся архивных данных о ценах на луковицы до начала ажиотажа 1636—1637 годов и после краха тюльпаномании. Например, из примерно 400 цен, обобщённых в работе Мориса ван дер Вина (2012), лишь 20 относятся к периоду до ноября 1636 года, и 7 — к второй половине 1637 и 1638 году. Неполнота данных допускает различные интерпретации событий, непосредственно предшествующих пику тюльпаномании, но сам этот пик документирован весьма подробно и имеет чёткие временные границы. Тюльпаномания в узком смысле началась в первую неделю ноября 1636 года и завершилась крахом в первую неделю февраля 1637 года. В течение двух предшествующих лет, с 1634 года по конец октября 1636 года, цены на луковицы росли равномерно: например, один ас сорта 'Gouda' в декабре 1634 года стоил 1,35 гульдена, в зиму 1635—1636 годов 2,1 гульдена, а в мае 1636 года подорожал до 3,75 гульденов. По расчётам экономиста Эрла Томпсона, индекс цен за два года вырос почти втрое — с 22 до 61.
В первых числах ноября 1636 года цены упали в семь раз. По мнению Томпсона, рынок отреагировал обвалом на известия о битве при Виттштоке: с возвращением боевых действий и крестьянских восстаний в Тюрингию и западногерманские княжества голландцы потеряли доходный рынок сбыта. Немецкие аристократы срочно распродавали свои ещё не укоренившиеся луковицы, предложение редких тюльпанов в Голландии неожиданно выросло. Новый, низкий уровень цен на реальные луковицы зафиксировал фундаментальные изменения рынка; последовавший за тем бурный рост цен на необеспеченные тюльпановые контракты был порождением чисто спекулятивной игры. Начинающие спекулянты, перепродававшие друг другу контракты, рассчитывали получить прибыль от роста цен; цветоводы и богатые любители, владевшие реальными луковицами и знавшие их реальную цену, рассчитывали заработать если не на продаже луковиц, то на отступных с незадачливых покупателей. По Томпсону, цепочки фьючерсных контрактов превратились в не связанные друг с другом опционы. Ставка отступных по таким опционам не была установлена законодательно, и покупатели тюльпановых опционов полагали, что они ничем не рискуют. Рост цен на контракты уже ничто не сдерживало.
В середине ноября цены вновь взлетели. К 25 ноября они превысили октябрьский максимум, в декабре выросли вдвое. К Рождеству индекс цен почти в 18 раз превысил ноябрьский минимум и продолжал расти в течение всего января 1637 года. Бывало, что одна и та же луковица за «торговую сессию» перепродавалась десять раз, и каждая сделка приносила продавцу немалую бумажную прибыль. Только в Голландии, по оценке Майка Дэша, в торгах участвовали не менее трёх тысяч человек, а во всех Соединённых Провинциях — не менее пяти тысяч; местные коллегии спекулянтов появились в Утрехте, Гронингене и в городах севера Франции. Редкие сорта и их имитации-парагоны вздорожали настолько, что оказались недосягаемы для большинства тюльпаноманов, — тогда коллегии сосредоточились на торговле «мусорными» сортами. Фунт недорогого, распространённого сорта Switser, стоивший осенью 60 гульденов, а в декабре 125 гульденов, к началу февраля подорожал до 1500 гульденов. На рынке сложилась странная и нетерпимая ситуация: сделки с реальными, растущими в земле, луковицами, проводились по установившимся в начале ноября низким ценам, а в коллегиях спекулянты перепродавали друг другу необеспеченные контракты в двадцать раз дороже. В обществе, напуганном эпидемией чумы, воцарилась уверенность в том, что пузырь вот-вот лопнет; количество оптимистичных покупателей пошло на убыль. Первыми забили тревогу харлемские тюльпаноманы: во вторник 3 февраля в харлемской коллегии провалился очередной аукцион по продаже «мусорных» луковиц. Лишь один из участников торгов согласился на покупку, по ценам на 15—35 % ниже цен предыдущих торгов. Спекулянты растерялись, и в следующий день, 4 февраля, торговля в Харлеме прекратилась полностью. Распространение страшной новости по стране заняло несколько дней, поэтому 4 февраля торги продолжились в Гааге, 5 февраля в Алкмаре, 6 февраля в Амстердаме.

Венцом тюльпаномании стал аукцион, проведённый 5 февраля в Алкмаре, всего в двадцати милях от Харлема. На торги была выставлена коллекция луковиц, собранная умершим весной 1636 года Ваутером Винкелом — местным трактирщиком, цветоводом-любителем и чрезвычайно успешным спекулянтом. В июле 1636 года семеро детей покойного, помещённые в сиротский приют, сумели тайно выкопать драгоценные луковицы. В декабре эти луковицы, тщательно взвешенные и описанные под присмотром опекунского совета, были высажены в землю и дожидались в ней новых хозяев; в отличие от чисто спекулятивных сделок с расписками-опционами, на алкмарском аукционе продавали живой, наличный товар. Широко разрекламированные торги привлекли десятки самых опытных и богатых ценителей; не дожидаясь открытия торгов, один из них купил у сирот тюльпанов на 21 тысячу гульденов, в том числе единственную луковицу «Адмирала Энкхузена» за 5200 гульденов. На самом аукционе цены достигали 4200 гульденов за луковицу, а всего сироты выручили более 90 тысяч гульденов, что в 2010-е годы эквивалентно примерно 6 миллионам фунтов стерлингов. Итоги торгов, немедленно растиражированные в печатном памфлете, ошеломили знатоков; сенсацией стала не абсолютная сумма, но зафиксированный на торгах рост цен. Редчайший «Адмирал Лифкенс», летом стоивший 6 гульденов за ас, ушёл с молотка по цене более 17 гульденов, цены на менее ценные сорта за тот же период выросли в три раза. Через два дня после алкмарского аукциона рынки всех городов Голландии обвалились окончательно и бесповоротно; своих денег сироты так и не увидели.

## Расплата
|                                                                                         |
| «Аллегория тюльпаномании». Картина Брейгеля-младшего на лубочный сюжет, около 1640 года |

В феврале 1637 года цены на тюльпановые контракты упали в 20 раз, что поставило покупателей контрактов на грань разорения. Платить продавцам они не хотели, а часто и не могли, но просто отказ от исполнения обязательств в тогдашних Нидерландах с их «семьями», общинами и цехами был невозможен. Неисполнение обязательства граничило с преступлением, банкротство навсегда делало голландца изгоем. Поначалу покупатели и продавцы пытались в частном порядке прийти к соглашению и расторгнуть кабальные контракты с уплатой отступных — но лишь немногие сумели разойтись мирно. Самой деятельной, хорошо организованной партией в феврале выступили профессиональные цветоводы: уже 7 февраля депутаты от провинций Голландия и Утрехт договорились о проведении съезда. Две недели спустя фермерский съезд постановил добиваться законодательного минимума отступных в 10 % для сделок, заключённых после 30 ноября 1636 года. Более ранние сделки, настаивали цветоводы, должны были остаться в силе. Большинство цветоводов подписали форвардные контракты на продажу луковиц ещё в октябре — ноябре; судьба многочисленных посредников, перепродававших друг другу эти луковицы в ноябре — феврале, их не интересовала.
Городские магистраты, в нормальных условиях следовавшие рекомендациям цехов, с решением не торопились. Чиновники, участвовавшие в спекуляциях, надеялись урегулировать конфликт к собственной выгоде, да и сам конфликт оказался беспрецедентно сложным и масштабным. В Харлеме, где страсти бушевали особенно остро, городской совет в марте вынес решение в пользу покупателей контрактов, в апреле в пользу продавцов, а затем отменил все постановления и запросил помощи у Генеральных Штатов. Неопределённость усугубила панику в среде тюльпаноманов и сыграла на руку их многочисленным противникам. По всей стране печатались и распространялись памфлеты, прокламации и карикатуры, поносившие «безумных» спекулянтов. Начался поиск виновных в катастрофе; кальвинистские агитаторы открыто заявляли о заговоре евреев, меннонитов и банкротов (в Нидерландах последние жили на положении неприкасаемых). Благоразумный доктор Тульп навсегда снял с фасада дома герб с изображением трёх тюльпанов. До охоты на ведьм и погромов дело не дошло: парламентарии, действовавшие по рекомендациям верховных судей, вынесли решение уже 27 апреля 1637 года. Действие всех тюльпановых контрактов, независимо от даты подписания, было временно приостановлено; верховная власть умыла руки, поручив окончательное решение городским магистратам. Регенты Амстердама решили, что контракты остаются в силе, а цветоводы и тюльпаноманы сохраняют право на судебное разбирательство; Харлем, Алкмар и все остальные города Нидерландов объявили тюльпановые контракты недействительными.
Простое решение, заставившее кредиторов и должников разбираться друг с другом в частном порядке, усугубило кризис доверия и навсегда разрушило доверительную атмосферу голландских общин. Конфликты, вытолкнутые из правовой сферы на уровень семейных споров, тлели ещё несколько лет: кредиторы преследовали должников, а должники отказывались платить и более не считали такой отказ чем-то чрезвычайным. Нетерпимость «нулевого варианта» первыми осознали в Харлеме: в январе 1638 года здесь заработал первый в Нидерландах третейский суд по цветочным спорам (нидерл. Commissarien van de Bloemen Sacken, сокращённо CBS); вскоре аналогичные посреднические институты возникли и в других городах. Главной задачей четырёх посредников CBS было не установление истины, но примирение горожан через принуждение их к переговорам. В мае 1638 года в Харлеме выработали типовой рецепт урегулирования спора: если продавец настаивал на возвращении долга, должник-покупатель освобождался от любых обязательств после уплаты продавцу 3,5 % от цены контракта. Эти условия были не выгодны ни цветоводам, ни должникам-тюльпаноманам; спорщикам было проще разойтись миром, чем добиваться формального вердикта CBS. Действуя по этой схеме, харлемские посредники урегулировали все конфликты в своём городе к январю 1639 года. Тюльпаномания официально завершилась, по крайней мере в Харлеме. В Гааге и Амстердаме кредиторы преследовали должников-тюльпаноманов и в 1640-е годы. Экономист Александр Дел Мар, исследовавший платёжный баланс Нидерландов, считал, что конец тюльпаномании наступил в 1648 году, с заключением Вестфальского мира. По условиям договора Нидерланды прекратили свободную чеканку монеты, приток серебра в страну сократился, и только тогда голландцам пришлось затянуть пояса и отказаться от дорогостоящих увлечений.

С подачи Маккея в популярной и экономической литературе установилось мнение, что большинство тюльпаноманов разорилось, а «коммерция страны находилась в состоянии глубокого шока, от которого она оправилась лишь много лет спустя». В XXI веке это мнение поддерживает влиятельный экономист Бёртон Малкиел: «эта безумная история закончилась тем, что шок от взлёта и падения [цен на тюльпаны] привёл Голландию к продолжительной депрессии, которая не пощадила никого». В действительности никакого экономического кризиса, «шока» или хотя бы мягкой рецессии не произошло; «золотое двадцатилетие» продолжилось. В тюльпановом промысле были задействованы ничтожно малые ресурсы общества, поэтому даже полная гибель голландского цветоводства и разорение всех тюльпаноманов не подорвали бы экономического роста. Этого не произошло, никаких свидетельств массового разорения из-за тюльпанов в архивах не сохранилось. В Амстердаме число личных банкротств в 1637 году по сравнению с 1635 годом удвоилось (Дуглас Френч считает, что эти банкротства были вызваны именно тюльпаноманией), но из сотен поимённо известных банкротов тюльпанами спекулировали лишь два или три человека, и вряд ли именно тюльпаны привели их к разорению. Напротив, из поземельных книг известно, что десятки видных тюльпаноманов в 1637—1638 годы скупали недвижимость и явно не испытывали проблем с наличностью. Предание называет самым знаменитым «банкротом тюльпаномании» художника Яна ван Гойена, имевшего несчастье купить тюльпановый контракт 4 февраля 1637 года — но на самом деле ван Гойен разорился не на тюльпанах, а на земельных спекуляциях.

## Отдалённые последствия
| |
| Поля тюльпанов и ветряная мельница в Рейнсбурге. Картина Клода Моне, 1886. Музей Винсента Ван Гога, Амстердам |

Рынок редких тюльпанов оправился от катастрофы за два года; уже летом 1637 года цены реальных сделок приблизились к тысяче гульденов за луковицу. Вероятно, затем цены продолжили плавное снижение. Скудные данные начала 1640-х годов свидетельствуют, что к этому времени цены на редкие тюльпаны были примерно в шесть раз ниже цен 1636—1637 годов и составляли одну-две сотни гульденов за луковицу, а за луковицу Semper Augustus просили 1200 гульденов. Вслед за снижением цен и прибылей плавно сократилось и число тюльпановых хозяйств. К середине XVII века весь тюльпановый промысел Голландии был сосредоточен внутри городской черты Харлема; около дюжины выживших хозяйств делили национальный рынок и контролировали экспорт тюльпанов вплоть до начала наполеоновских войн. Голландское цветоводство XVIII века служило образцом для французов и англичан; опытный шотландец Джеймс Джастис называл стажировку в Голландии лучшим залогом успеха в цветоводстве. Память об ажиотаже 1636—1637 годов стала лучшей рекламой харлемских цветоводов и помогла им удержать лидерство в выращивании и селекции тюльпанов, что было верным на момент публикаций начала XXI века.
В XIX веке городские хозяйства более не справлялись с растущим спросом, и харлемцы заложили на осушенных польдерах Харлеммермера первые тюльпановые поля, вскоре ставшие одним из символов Голландии. Когда и эти земли были полностью заняты, харлемские фирмы основали плантации в Хиллегоме и Лиссе. Традиционное земледелие Голландии страдало от низких мировых цен на зерно, и фермеры охотно переходили на не подверженное кризисам цветоводство. К концу XIX века коммерческие тюльпановые поля занимали 2500 гектаров и приносили 7,5 млн гульденов экспортной выручки. В XX веке земли традиционного «луковичного пояса» (нидерл. Bollenstreek) Южной Голландии были исчерпаны, и производство тюльпанов распространилось в Северную Голландию. В XXI веке крупнейшие тюльпановые поля Нидерландов сосредоточены в Северной Голландии и Фрисландии, расширяется производство в провинции Флеволанд. В стране действуют более полутора тысяч крупных цветочных хозяйств, которые ежегодно производят более четырёх миллиардов луковиц тюльпанов и контролируют 92 % мировой торговли ими.
«Герои» тюльпаномании, редкие пестролепестные сорта, давным-давно вымерли. Из всех пёстрых сортов, котировавшихся в 1637 году, до наших дней дожил лишь 'Zommerschoon'. Легендарный 'Semper Augustus' к 1665 году вышел из моды не только в Голландии, но даже в Англии. Через сто лет после тюльпаномании за десять луковиц 'Semper Augustus' давали один гульден; в середине XVIII века упоминания о сорте навсегда прекратились. На смену старым фаворитам пришли новые пестролепестные сорта, стоившие до четырёхсот гульденов за луковицу, а затем и они вышли из моды, подешевели и пали жертвой вируса. После Второй мировой войны пестролепестные тюльпаны — рассадники заболевания — были изгнаны из коммерческих хозяйств; к 2013 году в реестре сортов Королевской ассоциации не осталось ни одного «рембрандта». Пестролепестность культивируемых в XXI веке сортов обусловлена не вирусом, а искусственно вызванными мутациями.
Цветочные «мании» время от времени вспыхивали и в XVIII, и даже в XX веке. В 1703 году с приходом к власти Ахмеда III в Османской империи начался «век тюльпанов» — двадцатисемилетний период «просвещённого», ничем не прикрытого гедонизма. Новый султан, сам знаток и любитель тюльпанов, породил в стамбульском обществе новую волну тюльпаномании. Открытой спекуляции Ахмед, хорошо знавший о событиях в Голландии, не допустил: вначале он ограничил число цветоводов, имевших право на торговлю луковицами в Стамбуле, затем ограничил цены на луковицы и запретил торговлю тюльпанами в провинциях. После низложения Ахмеда в 1730 году увлечение быстро сошло на нет, множество сортов селекции начала XVIII века погибло в запустении. Примерно в те же годы «мания» вернулась в Нидерланды: здесь началась гиацинтовая лихорадка. Голландцы, до того равнодушные к махровым гиацинтам, неожиданно увлеклись ими. В 1720-х годах цены на новые сорта гиацинтов росли стабильно, но медленно. В 1730-х годах начался ажиотажный спрос, удовлетворить который цветоводы не могли (гиацинт растёт и размножается намного медленнее тюльпана). Ровно через сто лет после тюльпаномании, в 1736—1737 годах, цены на гиацинты достигли максимума в тысячу гульденов за луковицу, а затем рухнули. К 1739 году цены на редкие гиацинты упали в 10—20 раз. Никакие фьючерсы и опционы на этот раз не использовались, да и общее количество гиацинтовых спекулянтов было невелико, поэтому обвал рынка в 1737 году прошёл без последствий, а саму лихорадку 1736—1737 годов быстро забыли.
Ещё одно столетие спустя, в 1838 году, во Франции началась георгиновая лихорадка; на пике ажиотажа «клумба» (условная единица мелкооптовой торговли) клубней георгин стоила до семидесяти тысяч франков. В 1912 году в Нидерландах начался недолгий ажиотаж вокруг новейших сортов гладиолусов, прервавшийся с началом Первой мировой войны. Последняя по времени цветочная «мания» произошла в 1980-х годах в Китае вокруг ликориса лучистого, или паучьей лилии — распространённого декоративного растения, широко культивировавшегося в Маньчжурии и во времена империи, и при коммунистах. К 1982 году луковицы редких, новейших сортов стоили до ста юаней (около 20 долларов США); в 1985 году цены достигли максимума в 200 тысяч юаней за луковицу, что составляло примерно триста годовых зарплат квалифицированного работника в КНР. Летом 1985 года чёрный рынок луковиц обвалился, цены упали примерно в сто раз.

## Легенда о тюльпаномании
| |
| Титульный лист «Первой беседы Вармондта и Гаргудта». Издание 1734 года, выпущенное в разгар гиацинтовой лихорадки |

В феврале или марте 1637 года харлемский издатель Адриан Роман выпустил в свет памфлет «Беседа Вармондта и Гаргудта» (нидерл. Samenspraeck tusschen Waermondt ende Gaergoedt); в марте или апреле и в мае 1637 года за первой «Беседой» последовали вторая и третья. «Беседы» — единственное историческое свидетельство, подробно описывающее устройство коллегий, «технологию» спекуляций и развитие событий после февральского краха. Именно к ним восходят все исследования тюльпаномании, от хроники Леве ван Айтземы до работ XXI века. Документов XVII века о выращивании тюльпанов и торговле ими сохранилось достаточно много, но почти все либо не имеют к тюльпаномании прямого отношения, либо никак не подтверждают её. Только рукописных, иллюстрированных от руки альбомов и каталогов тюльпанов сохранилось около полусотни, однако цены указаны лишь в нескольких из них, насколько они реальны или завышены — неизвестно. Та же неопределённость сопутствует и другим документам, зафиксировавшим цены на редкие луковицы — купчим, отчётам аукционов, судебным и наследственным делам, которые были введены в научный оборот Ван Даммом в 1899—1903 годы и Николасом Постумусом и Эрнстом-Генрихом Крелаге в межвоенный период. По мнению историков XXI века, «Беседы» излагают факты достоверно и точно, но безусловно предвзяты. Это не пособие по биржевой игре, а открытая проповедь против игры. Некритическое отношение позднейших авторов к полемическому настрою Романа способствовало тому, что в литературе и народном предании закрепилась фактически неверная легенда о тюльпаномании.
Уже к середине XVII века предание о крахе 1637 года стало мифом и обросло небылицами. В 1660-х годах Айтзема воспроизвёл критическое изложение Романа в своей шеститомной хронике, в 1670-е годы собственное критическое описание тюльпаномании, также восходящее к «Беседам», опубликовал Абрахам Мунтинг — сын голландца, потерявшего состояние на тюльпановых спекуляциях. В 1797 году вышло в свет, а затем неоднократно переиздавалось повествование Иоганна Бекмана — компиляция «Бесед» и многочисленных исторических анекдотов XVII—XVIII веков. Именно Бекман, ссылаясь на рассказ Иоганна Шуппа, «ввёл в оборот» неправдоподобную историю о матросе, который съел драгоценную луковицу, приняв её за обычный лук. Аргумент Бекмана о том, что ни один человек в здравом уме никогда не согласится платить сотни и тысячи золотых за «бесполезные корневища», надолго определил восприятие тюльпаномании как «мании» — иррационального массового помешательства, завершившегося разорительным кризисом. В 1841 году бекмановскую трактовку событий окончательно закрепили «Наиболее распространённые заблуждения и безумства толпы» Чарльза Маккея — перелицованный текст Бекмана, дополненный «новыми» анекдотами.
В годы Великой депрессии полузабытая было книга Маккея стала вновь популярна в США благодаря деятельности Бернарда Баруха. В предисловии к переизданию 1932 года Барух писал, что именно маккеевское описание тюльпаномании помогло ему спасти своё состояние: он успел уйти с фондового рынка до краха 1929 года. В 1930-е годы маккеевский миф прочно вошёл в обиход политиков и журналистов; с тех пор в англоязычном мире ни одно большое или малое экономическое потрясение не обходится без упоминания тюльпаномании. «Подробные описания» тюльпаномании в популярной литературе приняли преувеличенный, неправдоподобный даже в сравнении с книгой Маккея вид: например, в 1997 году обозреватель Management Today Раймер Ригби всерьёз утверждал, что «к 1630 году некогда бурлившая, деловая, всемирно знаменитая голландская экономика полностью зависела от тюльпанов… каждый свободный квадратный дюйм земли был отдан их возделыванию…».
Историки и краеведы межвоенного периода — Постумус, Крелаге, ван Диллен — во многом оставались в плену канонической версии событий и воспроизводили стереотипные образы «мании» и «кризиса», однако в серьёзных экономических работах первой половины XX века маккеевский миф почти не использовался.
Положение изменилось в 1957 году, когда Пол Самуэльсон вновь ввёл в лексикон экономистов маккеевскую трактовку тюльпаномании и собственное понятие «феномена тюльпаномании» (англ. the tulip-mania phenomenon) — состояния рынка, при котором цены и издержки продавцов могут расти неопределённо долго и рухнуть в любой, никому не известный момент времени. В 1960-е годы благодаря Самуэльсону и его ученикам Джозефу Стиглицу и Карлу Шеллу тюльпаномания надолго закрепилась в языке академической экономики — вначале как метафора экономической теории солнечных пятен, а затем как полноценный экономический термин. В первом издании «Нового экономического словаря Палгрейв» (1987) один из авторов теории солнечных пятен Гильермо Кальво определил тюльпаноманию как «состояние [рынка], при котором поведение цен на определённые товары не может быть исчерпывающе объяснено фундаментальными экономическими факторами» (в экономике XXI века эта формула — одно из определений финансового пузыря). Впрочем, такой подход был отнюдь не всеобщим: в том же 1987 году Чарльз Киндлбергер в своей «Финансовой истории Западной Европы» фактически исключил тюльпаноманию из списка исторических финансовых кризисов. Киндлбергер полагал, что всякому спекулятивному кризису обязательно предшествует аномальное расширение денежной массы, а в XVII веке, в отсутствие банковской системы, оно было невозможно. Критик Киндлбергера, либертарианец Дуглас Френч считает, что денежная масса Нидерландов быстро расширялась и без банковского кредита, за счёт доходов в золоте и серебре от колониальной торговли и пиратства. Тюльпаномания, по Френчу, была побочным детищем экономической политики Соединённых Провинций, всемерно поощрявших приток богатства в страну.

## Новейшие исследования
|                                                        |
| Тюльпановое поле. Картина Антона-Людвига Костера, 1915 |

Ревизия маккеевского мифа началась в 1989 году с выходом в чикагском «Журнале политической экономии» статьи Питера Гарбера. Исследовав доступные Бекману и Маккею источники, Гарбер пришёл к выводу, что каноническое описание тюльпаномании — не более чем легенда, порождённая пропагандой XVII века. Движущей силой этой пропаганды был не религиозный фанатизм, но стремление голландской деловой элиты перекрыть поток инвестиций в теневые и спекулятивные секторы экономики. Эмоциональное возмущение заоблачными ценами на «бесполезные корневища», считал Гарбер, не должно подменять научный фундаментальный анализ рынков XVII века, а таким анализом его предшественники пренебрегали. Обобщив архивные сведения о ценах на тюльпаны, Гарбер утверждал, что всплеск цен на редкие сорта в 1630-е годы не был иррациональной аномалией. Ненормальным был лишь пьяный угар непрофессиональных спекулянтов «мусорным товаром» в коллегиях (в последующих работах Гарбер особо подчёркивал иррациональный характер и принижал значение этой фазы тюльпаномании). На рынке же редких тюльпанов цены отражали фундаментальные ожидания компетентных продавцов и покупателей и следовали привычной, нормальной модели жизненного цикла нового товара. Тюльпаномания, по Гарберу, не была ни «манией», ни «пузырём», ни «кризисом»; она не оказала влияния на развитие страны и не могла это сделать.
Посылки, методы и выводы Гарбера немедленно подверглись жёсткой критике коллег-экономистов. С точки зрения самых непримиримых критиков, заоблачные цены на тюльпаны XVII века вообще не имели никакого разумного объяснения. Барбара Рокфеллер полностью отказала Гарберу в доверии из-за его якобы слепого, предвзятого следования академическим теориям рациональных ожиданий. Менее жёстко и более аргументированно аналогичную позицию обосновал Эдвард Ченслер. Киндлбергер, анализируя Гарбера и Ченслера, склонился к мнению последнего. Бёртон Малкиел, признав спустя десятилетие «некоторые достоинства» работ Гарбера, причислил его к «толпе историков, придумавших себе работу — переписывание истории». Гарберовскую трактовку аукционов в коллегиях как «бестолковой и пьяной зимней забавы» не разделял даже безусловный сторонник Гарбера Мартин Фридсон. Морис ван дер Вин и другие экономисты, детально изучившие архивные материалы, оспорили качественные выводы Гарбера о «нормальном» снижении цен в 1637 году; по мнению этих авторов, в феврале 1637 года на рынке произошёл настоящий крах. Джеффри Пуатрас согласился с исторической частью работы Гарбера, но обвинил его в выборочном использовании «удобных» цифр. По мнению Пуатраса даже неполный набор данных, которыми оперировал Гарбер, доказывает аномальный характер роста и падения цен на все, не только «мусорные», луковицы. Наличных данных о ценах недостаточно, чтобы утверждать о полноценном финансовом пузыре («мании»), но их недостаточно и для доказательства обратного. К 2010 году, по мнению составителей Принстоновской экономической энциклопедии, выводы Гарбера об эффективном функционировании рынка тюльпанов стали стандартом, а затем устарели: в науке возобладала школа поведенческой экономики, отрицающая саму возможность эффективного ценообразования. Однозначно положительно научное сообщество приняло лишь критический разбор Гарбером «Заблуждений и безумств толпы» и «Бесед Гаргудта и Вармондта».
В 2006 году калифорнийский экономист Эрл Томпсон (1938—2010) предложил альтернативное объяснение тюльпаномании. По Томпсону, катализатором тюльпаномании стали внешнеполитические факторы, а главной причиной роста цен зимой 1636—1637 годов стало неявное изменение правил игры на рынке — переход от обычных форвардных сделок к безрисковым (как полагали тюльпаноманы) опционам. Главный вывод Томпсона совпал с мнением Гарбера: тюльпаномания — «замечательный пример эффективного рыночного ценообразования, при котором цены на опционы примерно совпадали с ожиданиями осведомлёных продавцов». Работа Томпсона также подверглась жёсткой критике с разных сторон. Морис ван дер Вин, самостоятельно исследовав те же данные о ценах, что и Томпсон, заявил о принципиальной невозможности составления надёжных индексов цен; разрозненные доступные данные, по ван дер Вину, качественно свидетельствуют о полноценном иррациональном пузыре. Экономист-неолиберал Брэд Делонг счёл ошибочной трактовку Томпсоном военной истории: по Делонгу, возобновление Тридцатилетней войны было выгодно для голландцев и потому не могло вызвать обвала цен, пусть и кратковременного. Не верна, по мнению Делонга, и оценка Томпсоном реакции тюльпаноманов на ожидавшиеся изменения в законе и судебной практике, как следствие — рассуждения Томпсона о фьючерсах и опционах основаны на ложных посылках. Никакого фундаментального изменения стоимости луковиц в 1636—1637 годы не произошло; никаких сигналов, которые могли бы быть восприняты как свидетельство такого изменения, тюльпаноманы не получали. Тюльпаномания, по Делонгу, — ничем не обоснованный, спекулятивный пузырь.
В исторической науке пересмотр маккеевской легенды закрепила вышедшая в 2007 году «Тюльпаномания» Энн Голдгар, основанная на массе новых архивных материалов. Голдгар не только изложила последовательность событий, очищенную от позднейших искажений, но и попыталась прояснить место цветоводства в жизни голландцев XVII века и причины того, что столь незначительное с точки зрения экономистов-ревизионистов явление оставило о себе столь долгую и неверную память. Главный мотив и вывод книги — тюльпаномания была острым, неожиданным для современников потрясением этических основ общества. Её крах не нанёс прямого ущерба экономике страны, но навсегда изменил деловой климат Голландии. Благодаря работам Гарбера, Голдгар и других исследователей, критическое отношение к текстам Бекмана и Маккея возобладало в исторической науке и постепенно проникло в экономическую литературу, но пока не вытеснило маккеевскую легенду из профессионального языка. Тюльпаномания по-прежнему упоминается и как символ экономического кризиса, и как пример «заблуждений и безумств толпы», в том числе — финансистами высшего ранга. Например, бывший председатель центрального банка Нидерландов Нут Веллинк, выступая с осуждением криптовалют в 2013 году, сказал, что «биткойны хуже тюльпаномании. Тогда, по крайней мере, вы получали за свои деньги тюльпаны…».

## Комментарии
1. ↑  Торфяники Голландии разрабатывались на топливо с незапамятных времён. Слои торфа, лежащие выше уровня моря, были срыты и сожжены ещё в XV веке; в XVII добыча торфа велась из осушенных котловин ниже уровня моря - Cornelisse, C. The economy of peat and its environmental consequences in Holland during the late Middle Ages // Water Management, Communities, and Environment: The Low Countries in Comparative Perspective. — Academia Press, 2006. — P. 104—105. — ISBN 9789038209883.
2. ↑  В контексте 1630-х годов голландское bloemist означало не цветовода-практика (профессионала или любителя), а коллекционера или перепродавца редких луковиц, интересующегося прежде всего денежной стороной модного увлечения (см. раздел Игроки).
3. ↑  В Нидерландах XVII века не существовало формальных сословных барьеров: ремесленник мог пробиться в купечество, а купец стать одним из олигархов-регентов. Но и регенты, и купцы высокомерно недолюбливали выскочек из низших классов (нидерл. schijnheer), особенно недавних иммигрантов, стремившихся войти в их круг[23].
4. ↑  В их числе — художник и предприниматель Якоб де Гейн II, будущий великий пенсионарий Адриан Паув[нидерл.], и один из двух самых богатых людей в стране Гильельмо Бартолотти ван де Хойвел[25].
5. ↑  Весь лейденский период жизни (1593—1609) Клузиус прожил инвалидом. В 1580-е годы, после отставки от венского двора, Клузиус неудачно упал и так и не оправился от последствия травм. К моменту переезда в Лейден он уже лишился всех зубов и страдал желудочными болями неизвестной природы[29].
6. ↑  В Лейден за 1581—1621 годы вселились 28 тысяч иммигрантов; население Амстердама за 1585—1622 годы увеличилось с 30 до 104 тысяч жителей — преимущественно за счёт иммиграции. В годы тюльпаномании иммигранты и их дети составляли большинство граждан Амстердама[36].
7. ↑  Имя этой сортогруппы (Duc), объединившей миниатюрные ранние сорта с характерной жёлтой каймой лепестков, восходит не к реальным герцогам, а к фамилии аудкарспельского цветовода Адриана Дюйка (Adrian Duyck)[47].
8. ↑  Вирусная природа пестролепестности и механизм её переноса были впервые доказаны в 1928 году[51].
9. ↑  В современном понимании пестролепестность тюльпанов вызывается целым рядом вирусов (не менее чем пятью)[53].
10. ↑  Крелаге приводит полный список подобных префиксов и список 86 селекционеров, увековечивших себя в именах сортов[58].
11. ↑  Название 'Semper Augustus' воспроизводит один из титулов императора Карла V. Древнеримская формула титулования Semper August («Август [император] навсегда») была возрождена кардиналом Гаттиньяро[англ.] в 1519 году, после избрания Карла V императором, чтобы обойти традиционный запрет на использование императорского титула (August) до коронации римским папой. См. Kleinschmidt, H. Charles V: The World Emperor. — The History Press, 2011. — ISBN 9780752474403.
12. ↑  Единственный источник по этой сделке — хроника Никласа ван Вассенара. Неизвестно, были ли это дочерние луковицы в узком смысле (луковички, развившиеся в пазухах запасающих чешуй материнской луковицы) или же детки (луковички, развившиеся в пазухах кроющей чешуи).
13. ↑  Лат. paragon — равный, ни в чём не уступающий оригиналу. Изначально префикс paragon в сочетании с именем существующего сорта обозначал улучшенную, более изысканную версию этого сорта. Вскоре из-за чрезмерного употребления модное слово обесценилось и стало обозначать неполноценные, посредственные копии редких оригиналов[48].
14. ↑  Рембрандт был подмастерьем в мастерской Сваненбурга с 1621 по 1623 годы - Dutch Art: An Encyclopedia / ed. S. D. Muller. — Routledge, 2013. — P. 322. — ISBN 9781135495749.
15. ↑  В «Беседах» Гаргудт утверждает, что «заработал» на тюльпанах шестьдесят тысяч гульденов. Но вся эта прибыль — не в золоте, а в долговых расписках покупателей-тюльпаноманов. С крахом тюльпаномании Гаргудт потерял всё «заработанное».
16. ↑  Адриан Паув был олигархом во втором поколении: его отец Рене Паув был богатейшим купцом, одним из основателей Ост-Индской компании, крупнейшим налогоплательщиком и бургомистром Амстердама. Брат Адриана Якомо прославился финансовой поддержкой поэта Яна Стартера[нидерл.][81].
17. ↑  Голландцы начала XVII века были, в большинстве своём, бесфамильными: полное личное имя состояло из крестильного имени и отчества.
18. ↑  Парадоксально, но сами голландцы XVII века этой связи не ощущали: ни в одном из свидетельств тюльпаномании чума не упоминается[99]. Исключение — памфлет Стефана Тениссона ван дер Люста (1637), в котором чума названа наказанием за безумства тюльпаномании[100].
19. ↑  Тюльпаны не способны к регенерации утраченных корней: повреждённые корешки, утратив верхушечные точки роста, навсегда останавливаются в развитии. Новые корни луковица заложить не может, так как вся меристема её донца расходуется на осеннее укоренение[106].
20. ↑  Понятие windhandel (буквально «торговля ветром») на морском жаргоне означало лавирование навстречу ветру[105].
21. ↑  В разных городах и разных отраслях экономики реальный вес аса и его отношение к фунту различались. Один харлемский фунт равнялся 9728 асам, один амстердамский фунт — 10 240 асам[115].
22. ↑  Точнее, от разницы в весе материнской и дочерних луковиц. Отцветшая луковица умирает, а на её месте созревают дочерние луковицы. В современном цветоводстве нормой считается как минимум утроение числа луковиц каждый год.
23. ↑  В самом Харлеме проституция была запрещена; упоминаемый как сборище тюльпаноманов «красный дом за воротами Креста» находился за чертой города, вне юрисдикции харлемской ратуши[121].
24. ↑  «Золотая виноградина» принадлежала тюльпаноманам во втором поколении — сыновьям видного цветовода, скончавшегося в 1632 году[121].
25. ↑  Экономисты Сайхан Билингсой и Морис ван дер Вин отрицают саму возможность использования индексов на имеющемся наборе данных, но признают, что график Томпсона корректен если не количественно, то качественно[129].
26. ↑  Дэш пишет о том же иначе: неизвестно, получили ли сироты хоть что-нибудь из вырученного[143].
27. ↑  Исследователи расходятся в оценке роли «заинтересованных» чиновников и регентов. Томпсон считает их важной движущей силой конфликта[130]; Дэш, опираясь на работу Голдгар, считает, что число регентов-тюльпаноманов было столь малым, что они не могли существенно влиять на события[153].
28. ↑  Единственный еврей, достоверно известный как участник тюльпаномании — знаменитый цветовод, выходец из Португалии Франсиско Гомес да Коста — разорился и бежал из Харлема в Утрехт ещё в начале 1630-х годов. События 1636—1637 года он пережил благополучно и сохранил репутацию незапятнанной[155][156].
29. ↑  О том, что переиздание приурочено к гиацинтовой лихорадке, сказано непосредственно на её первом (общем для трёх книг) титульном листе.
30. ↑  Энн Голдгар и вслед за ней Мориц Ван дер Вин считают, что Адриан Роман и был автором «Диалогов»[201][202].
31. ↑  Например, просвещённый француз Шарль де Лашене-Монтрей писал в 1654 году, что в 1637 году голландское правительство якобы запретило публичную торговлю тюльпанами)[207].
32. ↑  Ни Бекман, ни множество авторов, пересказавших эту историю, не разъяснили — как мог владелец луковицы, стоившей целое состояние, оставить её на виду у случайных прохожих[209].
33. ↑  Гарбер открыто называет Маккея плагиатором Бекмана[210].
34. ↑  Впоследствии либеральные историки утверждали, что Барух в действительности был более склонен к риску и игре на повышение, чем он сам о себе писал, но объективная истина заключается в том, что Барух действительно пережил кризис с минимальными потерями[215].
35. ↑  Фридсон перечисляет многочисленные большие и малые кризисы, по поводу которых цитировали Маккея, от роста цен на недвижимость до краха банка Barings в 1995 году[215].
36. ↑  Пятнадцать лет спустя статья Ригби послужила основой целой главы «Истории бизнеса» Говарда Минза, вышедшей в 2002 году в респектабельном издательстве John Wiley & Sons (Means, H. Money & Power: The History of Business. — 2002. — ISBN 9780471054269).
37. ↑  Англ. «situations in which some prices behave in a way that appears not to be fully explainable by fundamentals»[221]. В издании словаря 2008 года расширительная трактовка Кальво была заменена на узко-историческую в ревизионистском изложении Питера Гарбера. В экономике конца XX века, например в работах Роберта Шиллера, процитированное определение Кальво является одним из определений финансового пузыря вообще[223].
38. ↑  Действовавший с 1609 года Амстердамский банк ещё не занимался кредитными операциями (первые сведения о выдаче банком, в нарушение устава,  овердрафтного кредита датированы 1657 годом). Поэтому, по мнению Киндлбергера, банк не мог быть «виновником» гипотетического расширения денежной массы в 1630-е годы[224].